# Каянелло
Каянелло (італ. Caianello) — муніципалітет в Італії, у регіоні Кампанія,  провінція Казерта.
Каянелло розташоване на відстані близько 150 км на південний схід від Рима, 55 км на північ від Неаполя, 34 км на північний захід від Казерти.
Населення — 1806 осіб (2014).

## Демографія
Населення за роками:

Станом на 1 січня 2023 року в муніципалітеті офіційно проживало 79 іноземців з 16 країн, серед них 14 громадян країн Євросоюзу та 3 громадяни України.

## Сусідні муніципалітети
- Марцано-Аппіо
- Роккамонфіна
- Теано
- Вайрано-Патенора